# Лозное (Белгородская область)
Лозное — село в Чернянском районе Белгородской области. Административный центр и единственный населённый пункт Лозновского сельского поселения.

## География
Находится в северо-восточной части Белгородской области, в лесостепной зоне, в пределах Среднерусской возвышенности, при автодороге 14К-7, на расстоянии примерно 18 километров (по прямой) к юго-западу от Чернянки, административного центра района. Абсолютная высота — 228 метров над уровнем моря.

### Климат
Климат характеризуется как умеренно континентальный, с холодной зимой и продолжительным тёплым летом. Среднегодовая температура воздуха — 6,3 °C. Средняя температура воздуха самого холодного месяца (января) составила −8,4 °C (абсолютный минимум −37 °C); самого тёплого месяца (июля) составила +20,3 °C (абсолютный максимум +42 °C). Безморозный период длится в среднем 157 дней. Годовое количество атмосферных осадков — 462 мм, из которых большая часть выпадает в период с апреля по октябрь. Снежный покров держится около 109 дней.

### Часовой пояс
Село Лозное как и вся Белгородская область, находится в часовой зоне МСК (московское время). Смещение применяемого времени относительно UTC составляет +3:00.

## Население
| 1877 | 1897  | 2002 | 2010 | 2012 | 2013 | 2014 | 2015 | 2016 |
| ---- | ----- | ---- | ---- | ---- | ---- | ---- | ---- | ---- |
| 1519 | ↗1771 | ↘724 | ↘581 | ↘572 | ↗580 | ↗582 | ↘574 | ↘555 |
| 2017 | 2018  | 2019 | 2020 | 2021 |      |      |      |      |
| →555 | ↘544  | ↘530 | ↘522 | ↘510 |      |      |      |      |

Половой состав
По данным Всероссийской переписи населения 2010 года в гендерной структуре населения мужчины составляли 46,8 %, женщины — соответственно 53,2 %.
Национальный состав
Согласно результатам переписи 2002 года, в национальной структуре населения русские составляли 92 %.